# 费斯妥密码
在密码学中，费斯妥密码（英語：Feistel cipher）是用于构造分组密码的对称结构，以德国出生的物理学家和密码学家霍斯特·费斯妥（Horst Feistel）命名，他在美国IBM工作期间完成了此项开拓性研究。通常也称为费斯妥网络（Feistel network）。大部分分组密码使用该方案，包括数据加密标准（DES）。费斯妥结构的优点在于加密和解密操作非常相似，在某些情况下甚至是相同的，只需要逆转密钥编排。因此，实现这种密码所需的代码或电路大小能几乎减半。
费斯妥网络是一种迭代密码，其中的内部函数称为轮函数。

## 历史
Feistel网络最初在IBM的Lucifer密码中商业化，这种密码由霍斯特·费斯妥和Don Coppersmith于1973年设计。美国联邦政府在设计DES（基于Lucifer密码，由NSA进行修改）时采用了Feistel网络。像DES的其他组件一样，Feistel构造中的迭代特性使得在硬件中（特别是在设计DES时已有的硬件上）实现密码系统更容易。

## 理论工作
许多现代及一些较旧的对称分组密码基于Feistel网络（例如GOST 28147-89分组密码），且密码学家已经深入研究了Feistel密码的结构和性质。具体而言，Michael Luby和Charles Rackoff分析了Feistel密码的构造，证明了如果轮函数是一个密码安全的伪随机函数，使用Ki作为种子，那么3轮足以使这种分组密码成为伪随机置换，而4轮可使它成为“强”伪随机置换（这意味着，对可以得到其逆排列谕示的攻击者，它仍然是伪随机的）。
由于Luby和Rackoff的结果非常重要，Feistel密码有时也称为Luby-Rackoff分组密码。进一步的理论工作对其进行了推广，给出了更加精确的安全界限。

## 构造细节
令{\displaystyle {\rm {F}}}为轮函数，并令{\displaystyle K_{0},K_{1},\ldots ,K_{n}}分别为轮{\displaystyle 0,1,\ldots ,n}的子密钥。
基本操作如下：
将明文块拆分为两个等长的块，({\displaystyle L_{0}}, {\displaystyle R_{0}})
对每轮{\displaystyle i=0,1,\dots ,n}，计算
{\displaystyle L_{i+1}=R_{i}\,}
{\displaystyle R_{i+1}=L_{i}\oplus {\rm {F}}(R_{i},K_{i}).}
则密文为{\displaystyle (R_{n+1},L_{n+1})}。
解密密文{\displaystyle (R_{n+1},L_{n+1})}则通过计算{\displaystyle i=n,n-1,\ldots ,0}
{\displaystyle R_{i}=L_{i+1}\,}
{\displaystyle L_{i}=R_{i+1}\oplus \operatorname {F} (L_{i+1},K_{i}).}
则{\displaystyle (L_{0},R_{0})}就是明文。
与代换-置换网络相比，Feistel模型的一个优点是轮函数{\displaystyle \operatorname {F} }不必是可逆的。
右图显示了加密和解密的过程。注意解密时子密钥顺序反转，这是加密和解密之间的唯一区别。

### 非平衡Feistel密码
非平衡Feistel密码相比其有所修改，其中{\displaystyle L_{0}}和{\displaystyle R_{0}}的长度不等。Skipjack密码就是这种密码的一个例子。德州仪器数字签名转发器使用专有的非平衡Feistel密码来执行挑战-响应认证。
Thorp shuffle是一种非平衡Feistel密码的极端情况，其中一边只有一位。这比平衡Feistel密码具有更好的可证明安全性，但需要更多轮。

### 其他用途
除了分组密码外，Feistel结构也用于其他密码算法。例如，最优非对称加密填充（OAEP）在某些非对称密钥加密方案中，使用简单的Feistel网络对密文进行随机化。
一个广义的Feistel算法可以用来在大小不是2的幂的小域上创建强排列（参见保留格式加密）。

### Feistel网络作为设计组件
无论整个密码是否是Feistel密码，类Feistel网络都可以在设计密码时用作其中一个组成部分。例如，MISTY1是一个使用三轮Feistel网络的Feistel密码函数，Skipjack是一个修改的Feistel密码，在它的G置换中使用Feistel网络，Threefish（Skein）是一个非Feistel的分组密码，其一部分使用了类Feistel的MIX函数。

## Feistel密码列表
Feistel或修改过的Feistel密码：
| - Blowfish - Camellia - CAST-128 - DES - FEAL - GOST 28147-89 - ICE | - KASUMI - LOKI97 - Lucifer - MARS - MAGENTA - MISTY1 | - RC5 - Simon - TEA - 三重DES - Twofish - XTEA |

广义Feistel：
| - CAST-256 - CLEFIA - MacGuffin - RC2 | - RC6 - Skipjack - SMS4 |